# Разорение Киева (1482)
Разорение Киева 1482 года — разорение Киева и Киево-Печерского монастыря в ходе набега крымскотатарского войска крымского хана Менгли I Гирея.

## Предыстория
В 1471 году польско-литовский монарх Казимир IV упразднил Киевское княжество, окрепшее под управлением князя Семёна Олельковича и грозившее стать в составе Великого княжества Литовского чересчур самостоятельным. В результате этого решения пограничная служба на Киевщине пришла в полное расстройство при правлении воевод. Казимир IV соперничал с Иваном III в деле собирания русских земель. В этот период московский государь, окончательно освободившийся от ордынского ига в 1480 году, состоял в союзнических отношениях с крымским ханом Менгли I Гиреем. Москва поддерживала Крым против Большой Орды, а Крым помогал Москве подтачивать силы Литвы. В 1480 году крымские татары совершили набег на Подолье, не позволив войску Казимира IV объединиться с ханом Ахматом накануне Стояния на Угре.

## Нападение на Киев
Осенью 1482 года крымский хан совершил разорительный набег на южные земли Великого княжества Литовского. Как писали московские летописи, набег был совершён «по слову» Ивана III; с просьбой о нападении на Подолье или города Киевщины в Крым было отправлено московское посольство во главе с Михаилом Кутузовым. В 1483 году посол Ивана III князь Иван Лыко-Оболенский выражал крымскому хану благодарность за выполнение союзнических обязательств. В русских общегосударственных летописных сводах и новгородских летописях оправдывается вторжение крымских татар и союз с ними Ивана III тем, что Казимир заключил союз с татарами Ахмеда. Сообщалось, что поход был осуществлен по воле великого князя московского. Подобная информация была и в новгородских летописях. Однако, по мнению украинского историка Ярослава Пилипчука, попытки приписывать поход исключительно влиянию Москвы несостоятельны, так как крымский хан не зависел от московского князя. Причины нападения на Киев заключались в поддержке Казимиром IV хана Ахмата, лютого врага Менгли-Гирея. Украинский историк Владислав Гулевич считает, что окончательный разрыв между Менгли-Гиреем и Казимиром IV произошёл не из-за Ивана III, а из-за собственных амбиций Менгли-Гирея и его недоверия Казимиру IV. По мнению Гулевича, просьба Ивана III о совершении набега на территорию Украины совпала по времени с собственными планами самого Менгли-Гирея.
Поскольку в Киеве о приближении крымцев стало известно всего за четыре дня, Киевский замок, в котором собралось множество людей из сопредельных сёл, а также монахи из Киево-Печерского монастыря (также была перевезена монастырская сокровищница), не успел подготовиться к основательной обороне. Крымское войско состояло из 30-40 тысяч воинов, которые везли с собой, по сообщениям ряда источников, несколько турецких осадных орудий и пушек. В состав войска «безбожного царя Менкирея» входили и хорошо обученные турецкие солдаты. Причиной их привлечения являлось то обстоятельство, что крымские татары не имели собственного опыта взятия крепостей.

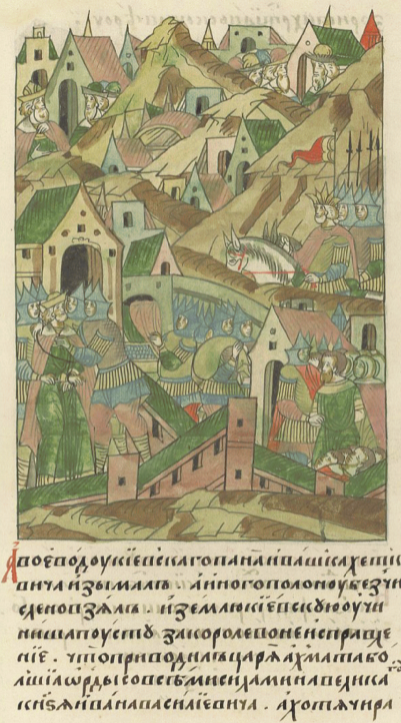
Мегли-Гирей захватывает Ивана Ходкевича в плен. Миниатюра Лицевого летописного свода

Согласно Никоновской летописи, ханские воины сожгли замок и город, подвергнув его тщательному разграблению. Огромное количество людей было уведено в Крым в качестве ясыря, в том числе воевода Иван Ходкевич (в русских летописях — Ивашка Хоткович) с семьёй (его жена, дочь Аграфена и сын Александр впоследствии были отпущены за выкуп, сам же он с дочерью Якумилой умер в крымском плену), а также печерский игумен. Менгли Гирей в знак общей победы отослал Ивану III потир и дискос из киевского Софийского собора.

## Последствия
По словам Псковской летописи, в результате похода пали ещё 11 городов (среди которых были, скорее всего, Черкассы, Житомир, Белгород-Киевский, Васильков, Вышгород, Триполье и Канев), вся округа была разорена. Великое княжество Литовское было серьёзно ослаблено. Успех похода Менгли-Гирея на Киев был настолько позорен для Казимира IV, что практически все польские хронисты умалчивали об опустошении города Менгли-Гиреем, лицемерно относя разгром города к временам Едигея.
Поскольку Киев являлся «южными вратами» Великого княжества Литовского, виленское правительство предприняло серьёзные усилия для преодоления упадка городской жизни. Со всей территории государства были направлены зодчие для восстановления киевских укреплений. Но основная ставка в деле обеспечения безопасности делалась на налаживание отношений с крымским ханом. Ради этого в письме Менгли-Гирею Казимир IV называл случившееся «недоразумением» и «Божьим гневом за грехи» киевлян, которым и так суждено было гореть и погибнуть. Несмотря на подобные усилия, Великое княжество Литовское и в последующие годы подверглось новым татарским нападениям.